# Yuta Mishima
Yuta Mishima (født 10. maj 1994) er en japansk fodboldspiller.
Han har spillet for flere forskellige klubber i sin karriere, herunder Avispa Fukuoka.